# Marina Anatoljewna Melnikowa
Marina Anatoljewna Melnikowa (russisch Марина Анатольевна Мельникова; englische Schreibweise Marina Melnikova; * 5. Februar 1989 in Perm) ist eine russische Tennisspielerin.

## Karriere
Melnikowa, die im Alter von fünf Jahren mit dem Tennissport begann, bevorzugt für ihr Spiel Teppichböden. Sie gewann auf Turnieren der ITF Women’s World Tennis Tour bislang sieben Einzel- und 16 Doppeltitel.
Beim Doppelwettbewerb von Barcelona stand sie 2008 erstmals im Hauptfeld eines WTA-Turniers. Ihr Debüt bei einem Grand-Slam-Turnier gab sie bei den Wimbledon Championships 2016, wofür sie von der Turnierveranstaltung eine Wildcard bekam. Zuvor hatte sie öfter versucht, über die Qualifikation die Hauptrunde zu erreichen.
Melnikowa trainiert in Marl und spielt für den Westfalenligisten Dortmunder TK RW 98.

## Turniersiege

### Einzel
| Nr. | Datum              | Turnier            | Kategorie   | Belag             | Finalgegnerin      | Ergebnis    |
| --- | ------------------ | ------------------ | ----------- | ----------------- | ------------------ | ----------- |
| 1.  | 21. September 2008 | Limoges            | ITF $10.000 | Hartplatz (Halle) | Walerija Sawinych  | 1:0 Aufgabe |
| 2.  | 15. November 2014  | Mumbai             | ITF $25.000 | Hartplatz         | Tadeja Majerič     | 6:2, 7:64   |
| 3.  | 12. Juni 2016      | Surbiton           | ITF $50.000 | Rasen             | Stéphanie Foretz   | 6:3, 7:66   |
| 4.  | 24. September 2017 | Podgorica          | ITF $25.000 | Sand              | Jesika Malečková   | 6:2, 6:0    |
| 5.  | 8. Dezember 2018   | Solapur            | ITF $25.000 | Hartplatz         | Lu Jiajing         | 6:1, 6:2    |
| 6.  | 13. Oktober 2019   | Hilton Head Island | ITF W25     | Hartplatz         | Elizabeth Halbauer | 6:3, 6:4    |
| 7.  | 20. März 2022      | Anapoima           | ITF W25     | Sand              | Paula Ormaechea    | 6:2, 6:1    |

### Doppel
| Nr. | Datum              | Turnier             | Kategorie   | Belag             | Partnerin                   | Finalgegnerinnen                          | Ergebnis          |
| --- | ------------------ | ------------------- | ----------- | ----------------- | --------------------------- | ----------------------------------------- | ----------------- |
| 1.  | 10. November 2007  | Mallorca            | ITF $10.000 | Sand              | Sylwia Zagórska             | Julia Glushko Charlène Vanneste           | 6:4, 6:4          |
| 2.  | 16. Februar 2008   | Albufeira           | ITF $10.000 | Hartplatz         | Julia Glushko               | Martina Babáková Jelena Tschalowa         | 6:3, 0:6, [11:9]  |
| 3.  | 22. November 2008  | Astana              | ITF $25.000 | Hartplatz (Halle) | Anastasia Poltoratskaya     | Marina Shamayko Sopia Schapatawa          | 6:1, 6:1          |
| 4.  | 24. Januar 2009    | Kaarst              | ITF $10.000 | Teppich (Halle)   | Jelena Tschalowa            | Julia Babilon Franziska Etzel             | 6:3, 6:2          |
| 5.  | 14. November 2009  | Le Havre            | ITF $10.000 | Sand (Halle)      | Mihaela Buzărnescu          | Amandine Hesse Alizé Lim                  | 6:2, 7:64         |
| 6.  | 4. Dezember 2010   | Ain Suchna          | ITF $10.000 | Sand              | Galina Fokina               | Indra Bigi Nicole Clerico                 | 6:3, 2:6, [13:11] |
| 7.  | 22. Januar 2011    | Stuttgart-Stammheim | ITF $10.000 | Hartplatz (Halle) | Daniëlle Harmsen            | Jana Čepelová Michaela Pochabová          | 3:6, 6:4, [14:12] |
| 8.  | 17. September 2011 | Mestre              | ITF $50.000 | Sand              | Walentina Iwachnenko        | Tímea Babos Magda Linette                 | 6:4, 7:5          |
| 9.  | 13. April 2013     | Iraklio             | ITF $10.000 | Teppich           | Teodora Mirčić              | Despina Papamichail Giulia Sussarello     | 6:1, 6:4          |
| 10. | 10. Juli 2015      | Bursa               | ITF $50.000 | Sand              | Laura Pous Tió              | Sopia Schapatawa Anastassija Wassyljewa   | 6:4, 6:4          |
| 11. | 18. Dezember 2015  | Ankara              | ITF $50.000 | Hartplatz (Halle) | María José Martínez Sánchez | Paula Kania Lesley Kerkhove               | 6:4, 5:7, [10:8]  |
| 12. | 21. Juni 2019      | Montpellier         | ITF W25+H   | Sand              | Eva Wacanno                 | Albina Xabibulina Julia Wachaczyk         | 4:6, 6:4, [10:3]  |
| 13. | 31. August 2019    | Prag                | ITF W25     | Sand              | Suzan Lamens                | Katarzyna Piter Anastasija Shoshyna       | 6:2, 5:7, [10:8]  |
| 14. | 10. November 2019  | Saint-Étienne       | ITF W25     | Hartplatz (Halle) | Laura-Ioana Paar            | Cristina Bucșa Julia Wachaczyk            | 6:3, 6:77, [11:9] |
| 15. | 24. April 2021     | Oeiras              | ITF W25     | Sand              | Suzan Lamens                | Natela Dsalamidse Sofja Lansere           | 6:3, 6:1          |
| 16. | 17. Februar 2024   | Morelia             | ITF W50     | Hartplatz         | Lesley Pattinama Kerkhove   | Irene Burillo Escorihuela Rasheeda McAdoo | 6:4, 4:6 [11:9]   |